# 1991 في سوريا
فيما يلي قوائم الأحداث التي وقعت خلال عام 1991 في سوريا.

## أحداث
- 1 يناير – الانتخابات الرئاسية في سوريا 1991

## أفلام
من الأفلام التي صدرت هذه السنة في سوريا:
- 1 يناير – رسائل شفهية من إخراج عبد اللطيف عبد الحميد.

## كتب
من الكتب التي صدرت هذه السنة في سوريا:
- 1 يناير – دار المتعة من تأليف وليد إخلاصي.

## مواليد

### يناير
- 4 يناير – قضية طل الملوحي مدونة سورية.

### فبراير
- 11 فبراير – إسراء عامر لاعب كرة قدم سوري.

### مارس
- 18 مارس – رامي أنيس سبّاح سوري.

### أغسطس
- 15 أغسطس – محمد المجذوب موسيقي سوري.

### أكتوبر
- 18 أكتوبر – إبراهيم عالمة لاعب كرة قدم سوري.